# Max Schede
Max Eduard Hermann Wilhelm Schede (ur. 7 stycznia 1844 w Arnsbergu, zm. 31 grudnia 1902 w Bonn) – niemiecki chirurg.
Urodził się w Arnsbergu w Westfalii. Uczył się szkole w Hamm oraz w Halle. Następnie studiował medycynę na Uniwersytetach w Halle, Heidelbergu i Zurychu, tytuł doktora medycyny otrzymał w 1866 roku. Służył jako lekarz wojskowy podczas wojny siedmiotygodniowej, następnie został asystentem Richarda von Volkmanna (1830-1889) w Halle. W 1872 roku habilitował się z chirurgii na podstawie dysertacji "Über den Gebrauch des scharfen Löffels bei der Behandlung von Geschwüren". Podczas wojny francusko-pruskiej był prymariuszem lazaretu. Od 1875 roku na wydziale chirurgii Szpitala Friedrichshain w Berlinie, od 1880 roku praktykował w Szpitalu św. Grzegorza (Allgemeine Krankenhaus St. Georg) w Hamburgu.
W Hamburgu przyczynił się do wybudowania Szpitala Eppendorf, od 1888 roku szefował tamtejszej chirurgii. W 1895 roku został profesorem chirurgii na Uniwersytecie w Bonn.
Pamiętany jest jako pionier antyseptyki w Niemczech. W 1890 roku jako pierwszy zastosował torakoplastykę. W 1874 roku był jednym z założycieli "Zentralblatt für Chirurgie".

## Prace
- Über den Gebrauch des steifen Löffels bei der Behandlung von Geschwüren (1872)
- Ueber Hand- und Fingerverletzungen (1874)
- Die antiseptische Wundbehandlung mit Sublimat (1885)
- Die angeborene Luxation des Hüftgelenkes (1900)